# Dorsa Rubey
Die Dorsa Rubey ist eine ungefähr 100 km lange Gruppe von Dorsa auf dem Erdmond. Sie wurde 1976 nach dem amerikanischen Geologen William Walden Rubey benannt. Die mittleren Koordinaten sind 10° S und 42° W.